# Saurodactylus elmoudenii
Saurodactylus elmoudenii — вид геконоподібних ящірок родини Sphaerodactylidae. Ендемік Марокко. Описаний у 2019 році.

## Поширення і екологія
Saurodactylus elmoudenii відомі з типової місцевості, розташованої в районі Тафраута на півдні Марокко.